# NGC 5056
NGC 5056 é uma galáxia espiral (Sc) localizada na direcção da constelação de Coma Berenices. Possui uma declinação de +30° 56' 58" e uma ascensão recta de 13 horas, 16 minutos e 12,4 segundos.
A galáxia NGC 5056 foi descoberta em 13 de Março de 1785 por William Herschel.